# روبرت روبنسون (لاعب كريكت)
روبرت روبنسون (23 سبتمبر 1924 في المملكة المتحدة - 21 ديسمبر 1973 في المملكة المتحدة)  (بالإنجليزية: Robert Robinson)‏ هو لاعب كريكت بريطاني (وحمل سابقاً جنسية المملكة المتحدة لبريطانيا العظمى وأيرلندا). لعب مع نادي مقاطعة نورثامبتونشير للكريكت ‏.